# Affaire Dalziel
L'affaire Dalziel démarre par une campagne de presse lancée par le journal nationaliste La Cocarde à la fin du XIXe siècle, qui peu à peu va réussir à déconsidérer l'Agence Dalziel, accusée, en plein scandale de Panama, de servir les intérêts des Anglais pour tenter de séparer les Russes de leurs alliés français.

## Histoire

### Le contexte de l'alliance franco-russe
Dès 1867, les chemins de fer russes lancent en France l'emprunt russe « Nicolas ». La guerre franco-prussienne de 1870 perdue, la France doit verser à l'Allemagne cinq milliards de francs-or et rêve de reconquérir l'Alsace-Lorraine avec l'aide de la Russie. À la suite de l'alliance tripartite Allemagne - Autriche-Hongrie - Italie, dite Triplice, signée en 1882, la France s'allie avec la Russie en 1892, dans un contexte tendu, où Bismarck perd le pouvoir en 1890 tandis que l'Italie lui conteste la conquête de la Tunisie.

### L'éclatement du scandale de Panama
La Compagnie de Panama fut mise en liquidation judiciaire le 4 février 1889, provoquant la ruine de 85 000 souscripteurs. En 1892, Édouard Drumont, journaliste antisémite et antiparlementaire qui avait reçu des documents confidentiels de Reinach, révéla le scandale dans son quotidien La Libre Parole.
 L’affaire, fit grand bruit : le baron de Reinach fut retrouvé mort le 19 novembre.
En décembre 1892, c’est l’ouverture d'une information pour corruption de fonctionnaires publics. Le 20 décembre, l’immunité de cinq sénateurs et d’une vingtaine de parlementaires est levée, dont celle du ministre des Finances, Maurice Rouvier, ancien président du Conseil, qui aurait déclaré avoir reçu de l'argent de Panama pour le compte du baron Arthur Pavlovitch de Mohrenheim (1824-1906), ambassadeur de Russie à Paris.

### Une dépêche reprenant une autre dépêche, reprenant des bruits
Székély, correspondant à Paris du journal Hirlap de Budapest fait état, dans une dépêche à son journal datée du 3 janvier du fait que l'Agence libre lui aurait confirmé les bruits selon lesquels le ministre de l'intérieur Rouvier, dans ses derniers interrogatoires, aurait avoué avoir donné 200 000 francs à Mohrenheim. La dépêche Székély  est utilisée par La Lanterne deux jours plus tard, le 5 janvier, mais paraphrasée et sans citer le nom de l'ambassadeur russe.
Le 13 janvier, c'est Le Figaro qui publie une autre dépêche selon laquelle l'empereur des Habsbourg aurait offensé l'ambassadeur de France à Vienne.
La dépêche de Székély est communiquée par l'Agence Dalziel aux journaux de Paris qui demandent, dont Le Figaro, traduite et datée du 21 janvier à Budapest, deux semaines plus tard. Divers paragraphes du communiqué sont entre parenthèses. Jules-Hippolyte Percher, directeur de la succursale parisienne de l'Agence Dalziel, fait valoir que cette dernière n'a fait que son droit, et même son devoir, de traducteur, en vertu du contrat avec ses clients.

### La colère de la presse nationaliste
Mais cette mise en cause de l’ambassadeur russe provoque la colère de la presse nationaliste (en particulier La Cocarde d'Édouard Ducret, suivie par Le Matin et d'autres journaux), au moment où l’opinion s’émeut des compromissions gouvernementales dans l’affaire des fonds de Panama, détournées du canal pour verser des pots-de-vin. Le comte Hoyos, ambassadeur d'Autriche-Hongrie à Paris, est accusé d’avoir inspiré directement Székély.
L'affaire Dalziel survient dans une conjoncture défavorable à Havas et Reuters. Leurs opérations internationales patientent alors que celles de Dalziel décollent, grâce à un dumping et au recours systématique au téléphone plutôt qu’au télégraphe. Son succès se heurte en particulier à l'Agence Havas, que servait sa vieille complicité avec l'administration des Postes.

### Épilogue
L'Agence Dalziel aura la vie courte : elle ferme ses portes le 1er juillet 1893. Les retombées de la crise l'ont handicapée. Le ministre de l'Intérieur Ribot ordonne l’arrestation et l’expulsion de France du correspondent du journal Hirlap de Budapest. Les correspondants des journaux italiens et allemand sont aussi expulsés.
M. de Mohrenheim, l'ambassadeur de Russie, est relevé de ses fonctions et remplacé par le prince Ouroussof. Il semble que le scandale de Panama et les accusations lancées contre Mohrenheim aient beaucoup affecté le tsar Alexandre III, qui hésite « à se lier avec une nation avide d'une revanche qui n'intéresse pas la Russie ».
Dès le 8 avril 1892 pourtant, le journal La Défense nationale avait engagé contre Mohrenheim une campagne à propos des affaires du scandale de Panama.